# Светско првенство у атлетици у дворани 2001 — скок увис за мушкарце
Такмичење у скоку увис у мушкој конкуренцији на Светском првенству у атлетици у дворани 2001. одржано је 11. марта у Атлантском павиљону у Лисабону (Португалија).
Ово је први пут да ће сви учесници учествовати директно у финалу.
Титулу светског првака освојену на Светском првенству 1999. бранио је Хавијер Сотомајор са Кубе.

## Земље учеснице
Учествовало је 14 атлетичара из 9 земаља.
1. Белорусија (1)
2. Израел (1)
3. Канада (2)
4. Куба (1)
5. Немачка (1)
6. Русија (2)
7. САД (2)
8. Украјина (2)
9. Шведска (2)

## Освајачи медаља
|                     |                            |                       |
| Стефан Холм Шведска | Андриј Соколовски Украјина | Стефан Странд Шведска |

## Рекорди
Стање 8. марта 2001. 
| Рекорди пре почетка Светског првенства 2001. | Рекорди пре почетка Светског првенства 2001. | Рекорди пре почетка Светског првенства 2001. | Рекорди пре почетка Светског првенства 2001. | Рекорди пре почетка Светског првенства 2001. | Рекорди пре почетка Светског првенства 2001. |
| -------------------------------------------- | -------------------------------------------- | -------------------------------------------- | -------------------------------------------- | -------------------------------------------- | -------------------------------------------- |
| Светски рекорд                               | 2,43                                         | Хавијер Сотомајор                            | Куба                                         | Будимпешта, Мађарска                         | 4. март 1989.                                |
| Рекорд светских првенстава у дворани         | 2,43                                         | Хавијер Сотомајор                            | Куба                                         | Будимпешта, Мађарска                         | 4. март 1989.                                |
| Најбољи резултат сезоне у дворани            | 2,35                                         | Андриј Соколовски                            | Украјина                                     | Арнштат, Немачка                             | 17. фебруар 2001.                            |
| Европски рекорд                              | 2,42                                         | Карло Тронхард                               | Западна Немачка                              | Берлин, Западна Немачка                      | 26. фебруар 1988.                            |
| Северноамерички рекорд                       | 2,43                                         | Хавијер Сотомајор                            | Куба                                         | Будимпешта, Мађарска                         | 4. март 1989.                                |
| Јужноамерички рекорд                         | 2,27                                         | Гилмар Мајо                                  | Панама                                       | Пиреј, Грчка                                 | 24. фебруар 1999.                            |
| Афрички рекорд                               | 2,32                                         | Нигерија                                     | Ентони Идиата                                | Патра, Грчка                                 | 15. фебруар 2000.                            |
| Азијски рекорд                               | 2,31                                         | Џу Ђенхуа                                    | Кина                                         | Кобе, Јапан                                  | 15. март 1986.                               |
| Океанијски рекорд                            | 2,33                                         | Тим Форсајт                                  | Аустралија                                   | Балинген, Немачка                            | 16. фебруар 1997.                            |

### Најбољи резултати у 2001. години
Десет најбољих атлетичара године скока увис за мушкарце у дворани пре такмичењу на првенстви (8. марта 2001), имали су следећи пласман.
| 1. | Андриј Соколовски | Украјина         | 2,35 | 17. фебруар |
| 2. | Стефан Странд     | Шведска          | 2,34 | 15. фебруар |
| 2. | Стефан Холм       | Шведска          | 2,34 | 15. фебруар |
| 4. | Натан Липер       | Сједињене Државе | 2,33 | 19. јануар  |
| 4. | Јарослав Рибаков  | Русија           | 2,33 | 25. фебруар |
| 6. | Андреј Чубса      | Белорусија       | 2,31 | 19. јануар  |
| 6. | Сергеј Димченко   | Украјина         | 2,31 | 14. фебруар |
| 8. | Чарлс Остин       | Сједињене Државе | 2,31 | 17. фебруар |
| 6. | Хавијер Сотомајор | Куба             | 2,31 | 21. фебруар |
| 6. | Чарлс Клингер     | Сједињене Државе | 2,31 | 24. фебруар |

Такмичари чија су имена подебљана учествују на СП 2001.

## Сатница
| Датум         | Време | Коло   |
| ------------- | ----- | ------ |
| 11. март 2001 | 13,00 | Финале |

## Резултати

### Финале
Финале је одржано 11. марта са почетком у 13:00 часова. Почетна висина била је 2,20 м.,,
| Поз. | Атлетичар            | Земља      | ЛР   | ЛРС  | 2,20 | 2,25 | 2,29 | 2,32 | 2,36 | Резултат (м) | Нап. |
| ---- | -------------------- | ---------- | ---- | ---- | ---- | ---- | ---- | ---- | ---- | ------------ | ---- |
|      | Стефан Холм          | Шведска    | 2,34 | 2,34 | о    | хо   | о    | хо   | xxx  | 2,32         |      |
|      | Андриј Соколовски    | Украјина   | 2,35 | 2,35 | о    | о    | о    | ххх  |      | 2,29         |      |
|      | Стефан Странд        | Шведска    | 2,34 | 2,34 | -    | о    | хо   | ххх  |      | 2,29         |      |
| 4.   | Натан Липер          | САД        | 2,33 | 2,33 | ххо  | -    | хо   | ххх  |      | 2,29         |      |
| 5.   | Хавијер Сотомајор    | Куба       | 2,43 | 2,31 | -    | о    | -    | ххх  |      | 2,25         |      |
| 5.   | Мартин Бус           | Немачка    | 2,34 | 2,30 | о    | о    | ххх  |      |      | 2,25         |      |
| 7.   | Јарослав Рибаков     | Русија     | 2,33 | 2,33 | о    | хо   | ххх  |      |      | 2,25         |      |
| 8.   | Сергеј Димченко      | Украјина   | 2,31 | 2,31 | ххо  | хо   | ххх  |      |      | 2,25         |      |
| 9.   | Вјачеслав Вороњин    | Русија     | 2,37 | 2,30 | о    | ххо  | ххх  |      |      | 2,25         |      |
| 10.  | Андреј Чубса         | Белорусија | 2,31 | 2,31 | о    | ххх  |      |      |      | 2,20         |      |
| 11.  | Чарлс Остин          | САД        | 2,37 | 2,31 | хо   | -    | ххх  |      |      | 2,20         |      |
| 12.  | Марк Босвел          | Канада     | 2,34 | 2,24 | ххо  | -    | хх-  | х    |      | 2,20         |      |
| 12.  | Кваку Боатенг        | Канада     | 2,28 |      | ххо  | -    | хх-  | х    |      | 2,20         |      |
|      | Константин Матусевич | Израел     | 2,31 | 2,25 | ххх  |      |      |      |      | БП           |      |

Подебљани лични рекорди су и национални рекорди земље коју такмичар представља.